# استهداف وسائط التواصل الاجتماعي
استهداف وسائط التواصل الاجتماعي هو شكل من أشكال الدعاية الموجهة التي تمكن من وضع إعلانات مخصصة وأنشطة اتصال على منصات الويب 2.0 . ويجمع استهداف وسائط التواصل الاجتماعي بين خيارات الاستهداف الحالية (مثل الاستهداف الجغرافي والاستهداف السلوكي والاستهداف الرسومي الاجتماعي النفسي، وما إلى ذلك)، لجعل تعريف المجموعة المستهدفة بالتفصيل ممكنًا. وعند استهداف وسائط التواصل الاجتماعي، يتم توزيع الإعلانات على المستخدمين استنادا إلى المعلومات المجمعة من ملفات تعريف الفئة المستهدفة.
إن استهداف وسائط التواصل الاجتماعي لا يشبه الإعلان في وسائط التواصل الاجتماعي. فاستهداف وسائط التواصل الاجتماعي هي طريقة لتحسين الإعلان عبر وسائط التواصل الاجتماعي باستغلال بيانات الملف الشخصي لتقديم الإعلانات مباشرة إلى المستخدمين منفردين. يستند استهداف وسائط التواصل الاجتماعي إلى عملية مطابقة لمستخدمي الشبكة الاجتماعية لاستهداف الفئات التي تم تحديدها من قبل المعلن.

## الاستخدام
يقوم الأشخاص الذين يستخدمون الشبكات الاجتماعية بتخزين المعلومات المختلفة عن أنفسهم منها، على سبيل المثال لا الحصر، معلومات عن أعمارهم وجنسهم واهتماماتهم وموقعهم. حيث تسمح هذه المعلومات المخزنة للمعلنين بإنشاء مجموعات مستهدفة محددة بما يجعل إعلاناتها مقدمة فرديًا. وتتمثل الفائدة بالنسبة للمعلنين في أن إعلاناتهم يمكن أن تصل إلى الناس الذين يهتمون بالمنتج أو الخدمة. أما الفائدة بالنسبة للمستخدمين فتتمثل في أنه يمكنهم رؤية الإعلانات التي تروق لهم. فالفيسبوك، على سبيل المثال، تلك الشبكة الاجتماعية ذات الشعبية الكبيرة قد وضعت تكنولوجيا استهداف تسمح للإعلانات بالوصول إلى جمهور معين. وهذا هو سبب مشاهدة مستخدمي فيسبوك لإعلانات على صفحة ملفهم الشخصي صممت خصيصًا حسب الجنس والذوق الموسيقي أو موقع الإقامة.

## التشغيل
يقوم المستخدمون داخل المجتمعات الاجتماعية بتقديم معلومات تتعلق بالديموغرافية والاهتمامات والصور. ويتم الوصول إلى هذه المعلومات من خلال برمجيات استهداف وسائط التواصل الاجتماعي التي تتيح للمعلنين إنشاء عرض إعلانات بخصائص تتطابق مع أهواء مستخدمي الشبكة الاجتماعية. ويتمثل المكون من استهداف وسائط التواصل الاجتماعي في توفير معلومات المستخدمين الاجتماعية الديموغرافية والاهتمامات. وباستخدام هذه المعلومات، يتيح استهداف وسائط التواصل الاجتماعي للمستخدمين إمكانية معرفة الإعلانات التي قد تصب في مصلحتهم فعلاً. ويسمح توافر بيانات المستخدم بالتحليل المفصل وإعداد التقارير وهذا هو الجزء الأعظم في استهداف وسائط التواصل الاجتماعي بما يجعل منها أكثر فعالية من التوقعات الإحصائية وحدها.

## المزايا
- يمكن للمعلنين الوصول إلى المستخدمين الذين يرغبون في منتجاتهم
- تسمح بالتحليل المفصل وإعداد التقارير (بما في ذلك المعلومات التجارية)
- المعلومات المجمعة هي حقيقية وليست من التوقعات الإحصائية
- لا يتم الوصول لعناوين بروتوكول الإنترنت الخاص بالمستخدمين

## وصلات خارجية
- GWA Wiki: http://www.gwa.de/themen-wissen/werbe-wiki/?no_cache=1&tx_drwiki_pi1[keyword]=Targeting
- Monetization of strategies and business models for Social Networks http://www.slideshare.net/michaelaltendorf/updated-version-adtelligence-white-paper-monetizationof-strategies-and-business-models-for-social-networks?from=ss_embed